# 罗贝尔特·菲佐遇刺案
2024年5月15日，斯洛伐克總理罗贝尔特·菲佐在斯洛伐克特倫欽州普列維扎區漢德洛瓦的文化宮主持政府會議。他於會後在場外遭受嚴重槍傷，並隨即被送往醫院搶救，而疑犯則當場被捕。菲佐接受緊急手術後，情況轉為穩定。

## 枪击案经过
槍擊案在漢德洛瓦的文化宮外發生，此前文化宮内曾經舉行政府會議。斯洛伐克總理罗贝尔特·菲佐中槍時正在與文化宮外的民眾會面。根據記者報道，現場傳出數聲槍響，菲佐應聲倒地。疑犯被多人制服，而警方也立即封鎖現場，出席會議的另外三名政府官員則獲護送離開。
菲佐被保安人員抬上車後送往漢德洛瓦醫院，隨後再經由直升機送往班斯卡-比斯特里察醫院。斯洛伐克內政部官員指出，菲佐送往醫院期間保持清醒。槍手使用疑似CZ 82半自動手槍發射五發子彈，菲佐身中三槍，其中兩發子彈擊中腹部，一發子彈則擊中肩膀，令菲佐傷勢嚴重。副總理托馬什·塔拉巴表示，菲佐接受緊急手術後，情況穩定，相信可以恢復。

## 疑犯
來自萊維采的71歲诗人尤拉伊·辛圖拉當場被菲佐的隨行保鏢逮捕。斯洛伐克内政部長表示，辛圖拉在警方盤問期間透露，他在2024年斯洛伐克總統選舉後決定犯案。
辛圖拉經常出席由親俄準軍事組織所舉辦的活動，該組織與俄罗斯摩托车帮会有關聯，並得到俄罗斯特种部队提供訓練，但組織於2022年10月宣布解散。辛圖拉曾經在社群媒體發文讚揚該組織及其反移民立場。辛圖拉以手槍施襲，而由於辛圖拉在超級市場任職私人保安，該把槍械為合法持有。
辛圖拉於2016年創立「反暴力運動」。他也是萊維采的文社社長，該文社於2005年成立。他曾經出版三本詩集、一本小說和一本關於罗姆人的書籍。在這本書中，辛圖拉表達對於極右派人民黨的支持，並表示理解因政府施政失誤而出現的濫殺行為。
此次行刺事件的動機未明，但當局懷疑與政治原因有關。多間媒體引述斯洛伐克内政部長報道，初步調查發現槍手帶有政治動機。辛圖拉的兒子表示，其父親未有投票予菲佐。在一條外泄的盤問影片中，辛圖拉指他不認同政府政策，並反對政府封殺大眾媒體。辛圖拉尤其反對政府關閉斯洛伐克廣播電視台。而斯洛伐克當局反對向烏克蘭提供援助，也是辛圖拉行刺的動機之一。
5月18日，兇手在首都附近首次出庭。

## 各方反应

### 國内
國民議會副議長於會議期間確認發生行刺事件，隨後中止會議，並在會後將事件歸咎於反對派及傳媒。内政部長形容事件為「刺殺未遂」。斯洛伐克前任總統苏珊娜·恰普托娃形容槍擊事件非常殘酷，並對事件表示震驚，以及表達對於菲佐的支持。新任總統彼得·佩列格里尼表示，槍擊事件是對「斯洛伐克民主前所未有的威脅」，並且警告政治暴力會將「斯洛伐克過去逾31年的工作毀於一旦」。反對派政黨進步斯洛伐克領袖也表達類似意見。副總理兼斯洛伐克民族黨領袖安德雷·丹科將襲擊事件歸咎於反對派及傳媒，並聲稱國家正在邁向「政治戰爭」。